# Sistema de comunicación por intercambio de imágenes
El Sistema de comunicación por intercambio de imágenes, más conocido por las siglas en inglés PECS (Picture Exchange Communication System), es un sistema de comunicación desarrollado para ser utilizado con personas con dificultades para comunicarse como poca capacidad verbal o ninguna. El PECS es uno de los sistemas alternativos y aumentativos de la comunicación.
El sistema empieza por enseñar a la persona a intercambiar una imagen por un objeto. Poco a poco, se le enseña a distinguir entre imágenes y símbolos y a utilizarlos para formar oraciones.
Aunque el PECS se desarrolló originalmente para niñas y niños pequeños con trastornos del espectro autista (TEA), su uso se ha generalizado a otros perfiles y otras edades. Por ejemplo, ha sido usado con personas con diagnósticos como el síndrome de Angelman, Alzheimer, síndrome de Asperger, deterioro cognitivo, síndrome de Down, síndrome X frágil, microcefalia, entre otros muchos.

## Historia
Este sistema fue desarrollado y producido por Andrew Bondy, doctor en psicología de la conducta, y la logopeda Lori Frost. Lo crearon en 1985.
Se generó a través de un programa para niñas y niños con autismo de Delaware, en los Estados Unidos. Bondy y Frost habían notado que las técnicas de comunicación tradicionales -como la imitación del habla, el uso de signos y señalar imágenes- dependían del o la docente para iniciar las interacciones sociales. Ningún sistema se enfocaba en enseñar a las y los estudiantes a iniciar esas interacciones comunicativas.
Basándose en estas observaciones, Bondy y Frost idearon un medio funcional para personas con dificultades de comunicación.

## Filosofía
El protocolo de formación está basado en los principios de análisis conductual aplicado. El objetivo del PECS es una comunicación espontánea y funcional. Su protocolo de enseñanza está basado en el libro Verbal Behaviour del psicólogo B. F. Skinner.
El sistema se basa en el uso de estrategias de refuerzo que motivan a la persona. Por ejemplo, en las niñas y los niños, obtener un juguete o una comida que desean. No se utilizan incitaciones verbales, sino que se estimula la espontaneidad dirigida a que la comunicación sea independiente.
PECS consta de seis fases. Empieza enseñando al individuo a entregar una simple imagen de un objeto u actividad deseado a una persona receptora. Esa persona receptora debe responder con el objeto o la actividad. El sistema prosigue con la enseñanza de discriminación de imágenes y cómo ordenarlas en una frase. En las fases más avanzadas, se enseña a los usuarios a responder preguntas y a comentar.
La investigación ha demostrado que algunas personas que usan PECS también desarrolla el habla. Otras personas también acaban aprendiendo a utilizar un dispositivo generador de voz.

## Fases
Antes de incorporar el sistema de comunicación, es importante que la profesora, el profesor, profesional, madre o padre observe y anote elementos que interesan y motivan a la persona que va a usar el sistema. Por ejemplo: juguetes, libros, actividades como pasear o alimentos.
La persona que enseña el PECS presenta a su alumna o alumno esos elementos preferidos y observa la respuesta ante ellos. Una vez elegidos aquellos que generan respuesta, se atrae a la o el estudiante con sus objetos o actividades deseados. Simplemente se le muestran, sin indicaciones verbales. A estos elementos deseados se les llamará reforzadores y se utilizarán para motivar a la persona a usar el PECS.
Fase 1. Cómo comunicar. Durante la primera fase, el objetivo es enseñar a la estudiante o el estudiante a iniciar la comunicación intercambiando una única imagen por el reforzador. Dos profesores deben participar en esta primera fase. Una de las personas actúa como receptor de la comunicación. La otra persona actúa como persona de apoyo físico. Debe estar detrás del alumno o la alumna. La primera persona, por ejemplo, come un alimento deseado por el o la estudiante. La segunda le coge la mano al o el estudiante para que muestre la imagen que representa el alimento deseado y se lo muestre a la primera persona.
Fase 2. Distancia y persistencia. En esta fase, se coloca la imagen más lejos y se enseña a la alumna o al alumno a buscarla y mostrar la imagen del reforzador. También se trabaja que la persona insista. Así, podrá comunicarse cuando las imágenes no estén cerca o aprenderá que debe esperar para comunicarse. Otro objetivo de esta fase es lograr que la persona pueda comunicarse en varios sitios y con varias personas.
Fase 3. Discriminación entre símbolos. ESta fase enseña a las y los estudiantes a discriminar entre las imágenes y seleccionar la imagen que representa el artículo que desea.
Fase 4. Uso de frases. En esta fase, se aprende a construir una oración simple. Se utiliza un pictograma con el símbolo de “quiero” seguido del pictograma del objeto que se desea o reforzador, esté o no presente. Cuando ya se domina la oración simple, se puede dar el caso de la expansión del lenguaje y atributos, que consiste en añadir adjetivos, verbos y preposiciones a la oración.
Fase 5. Contestar a una pregunta directa. En esta fase, se aprende a responder a la pregunta "¿qué quieres?", además de continuar haciendo peticiones de manera espontánea.
Fase 6. Comentar. A las personas se les enseña a comentar en respuesta a preguntas como “¿Qué ves?”, “¿Qué oyes?” y “¿Qué es?”. Aprenden a componer oraciones comenzando con “Veo”, “Escucho", "Siento", "Es un", etcétera.